# S.M. Félez
 (novembre 2011).
Si vous disposez d'ouvrages ou d'articles de référence ou si vous connaissez des sites web de qualité traitant du thème abordé ici, merci de compléter l'article en donnant les références utiles à sa vérifiabilité et en les liant à la section « Notes et références ».
Fernando San Martin Félez, dit S.M. Félez, est un artiste espagnol né à Saragosse (Espagne) le 4 septembre 1930 et mort le 2 juin 2020 à Olot,. 
Petit, sa famille déménage à Barcelone (Espagne) où il passe son enfance et son adolescence. Il étudie à la Llotja (école d’art) et fait les Beaux Arts de Barcelone où il étudie le dessin, la peinture et la gravure dont il obtient le prix du mérite. Il termine ses études à Barcelone en 1955 et fait aussitôt ses premiers tableaux abstraits.
En 1957 Félez s’installe définitivement à Paris, il rentre aux Beaux Arts et travaille toutes les techniques de gravure. Il rencontre F. Arrabal, A. Jodorwsky et R. Topor. 
Par affinités plastiques, il crée un groupe abstrait en 1958 conjointement avec les artistes Evarist Vallès, Alberto Plaza, José Canés, Jean-Claude Fiaux, Jacques Albertini, le sculpteur Alberto Guzmán et l’écrivain Charles Juliet, « Le Groupe Mouvement » qui pendant quelques années les maintient unis, car mis à part les expositions, ils réalisent tous types d’activités artistiques, des conférences, des happenings, etc ...
Après avoir vu une exposition rétrospective de Kandinsky au Musée d’Arts Moderne de Paris, il se rend compte de la profonde exploration réalisée par cet artiste et décide d’abandonner la peinture abstraite.
Réalisant les portraits d’Arrabal, S.M. Félez structure les premières peintures Panique.
Nous pouvons dire que c’est à ce moment-là qu’il intègre le mouvement Panique et consacre une œuvre importante capable de refléter la réalité, la critique sociale, l’allégorie, le mystère, le sexe, l’humour…
Il abandonne Paris en 1974 pour aller vivre à Céret dans le sud de la France, à côté de son ami Juan Pons.
Fin 84 il quitte définitivement la France et retourne vivre en Espagne, non loin de Barcelone à Guarriguella un petit village de la Costa Brava. Depuis son monde « Panique » donne pied à une peinture mystérieuse, suggestive, qui attire comme un aimant.
Actuellement il réside en Espagne dans la région catalane de l'Alt Empordà, dans un petit village nommé Garriguella.